# Euxoa pastoralis
Euxoa pastoralis là một loài bướm đêm trong họ Noctuidae.